# Michele Colasanto
Michele Colasanto (Bari, 11 novembre 1961) è un ex calciatore italiano, di ruolo centrocampista.

## Carriera
Debutta in Serie C1 con la Sambenedettese, con cui raggiunge la promozione in Serie B nel 1980-1981 e disputa i tre campionati seguenti di Serie B per un totale di 70 presenze e 6 gol nella serie cadetta.
Negli anni successivi gioca in Serie C1 con le maglie di Ancona, Foggia, Benevento ed una breve parentesi al Campobasso e poi in Serie C2 Fidelis Andria, Altamura e Trani.
Chiude la carriera tra i dilettanti con Nardò, Altamura e Canosa.

## Palmarès

### Club

#### Competizioni nazionali
- Serie C1: 1

Sambenedettese: 1980-1981
- Serie C2: 1

Fidelis Andria: 1988-1989